# گوتفرید فون کرم
 گوتفرید فون کرم (انگلیسی: Gottfried von Cramm؛ زاده ۷ ژوئیهٔ ۱۹۰۹ – درگذشته ۸ نوامبر ۱۹۷۶) یک تنیس‌باز اهل آلمان بود.
وی همچنین برنده جوایزی همچون صلیب آهنین شده است.